# Гауна, Виктория
Викто́рия Аври́ль Га́уна (исп. Victoria Abril Gauna; 22 июля 2001, Мендоса, Аргентина) — аргентинская баскетболистка, выступающая на позиции тяжёлого форварда за канадский «Бишопс-Гейтерс».

## Карьера
Родилась 22 июля 2001 года в Мендосе, Аргентина. В детстве увлекалась гандболом. В возрасте одиннадцати лет перешла в баскетбол.
Начинала карьеру в местном клубе «Андес-Тальерес». В период 2017—2018 годов выступала за «Лас-Эрас». В 2018 году стала чемпионкой Аргентины до 17 лет в составе «Андес-Тальереса». В период 2019—2023 годов находилась в составе клуба «Берасатеги». C 2021 года принимает участие в матчах университетской команды Бишопс-Гейтерс.

### В сборной
В 2017 году принимала участие в чемпионате Америки среди девушек до 16 лет и чемпионате Южной Америки среди девушек до 17 лет. В 2018 году вызывалась в сборную на чемпионат мира среди девушек до 17 лет, вошла в состав национальной команды по баскетболу 3x3 на летних юношеских Олимпийских играх. В 2019 году приняла участие в чемпионате мира среди девушек до 19 лет.
В 2020 году стала вызываться в национальную команду. В 2021 году сыграла в двух матчах чемпионата Америки. В 2024 году сыграла в шести матчах чемпионата Южной Америки и по итогам турнира завоевала золотые медали, а в 2025 году выступила на чемпионате Америки.